# Cylichna occulta
Cylichna occulta är en snäckart som först beskrevs av Jesse Wedgwood Mighels och C. B. Adams 1842.  Cylichna occulta ingår i släktet Cylichna och familjen Cylichnidae. Arten är reproducerande i Sverige. Utöver nominatformen finns också underarten C. o. densistriata.